# ایزابل ری
ایزابل رِی (اسپانیایی: Isabel Rey‎؛ زادهٔ ۲۲ مارس ۱۹۶۶) یک هنرپیشه و خواننده سوپرانوی اپرا اهل اسپانیا است.
او تا کنون در نقش‌های اپرایی فراوانی در کشورهای گوناگون جهان به هنرنمایی پرداخته‌است.

## گزیدهٔ آلبوم‌شناسی
- سمله - جرج فردریک هندل
- دُن پاسکوآله - گائتانو دونیزتی
- باغبان خودنما - ولفگانگ آمادئوس موتسارت
- استابات ماتر (مادرِ ایستاده‌به‌سوگ) - لویجی بوکرینی
- پله‌آس و مِلی‌زوند - کلود دبوسی
- کینگ آرتور - هنری پرسل
- آواز دو آفریقایی - مانوئل فرناندس کابایرو
- عروسی فیگارو - ولفگانگ آمادئوس موتسارت
- بازگشت اولیس به وطنش - کلودیو مونته‌وردی
- دون ژوان - ولفگانگ آمادئوس موتسارت